# انار
اَنار، نار یا انار خوراکی (نام علمی: Punica granatum) یکی از میوههای درختی است که دانه‌هایی اغلب قرمز و گاهی سفید یا رنگ‌هایی بین آن دو دارد. رنگ پوست آن نیز اغلب قرمز و گاه سیاه یا تقریباً زرد است؛ این میوه در معدود کشورهای جهان نظیر ایران، افغانستان، پاکستان، عراق و ترکیه کشت می‌شود به همین خاطر عضو مرغوب‌ترین میوه‌های جهان و عضو ۱۰ میوهٔ برتر جهان است.
اَنار بومی کشور ایران تا کوه‌های هیمالیا در شمال هند است و یکی از نخستین گیاهان اهلی شده است. ایران با تولید سالانه ۸۰۰ هزار تن اَنار، بزرگ‌ترین تولیدکنندهٔ اَنار در دنیا بوده و هندوستان دومین کشور تولیدکننده است. این درختچه در سواحل دریای مازندران به صورت خودرو و وحشی به فراوانی وجود دارد. نوع زینتی و پرپر آن نیز با نام فارسی گلنار و به رنگهای قرمز و سفید در بعضی مناطق کشت می‌شود.
انار به‌طور گسترده در سراسر خاورمیانه و منطقه قفقاز، شمال و مناطق گرمسیری آفریقا، ایران، ارمنستان، شبه قاره هند، آسیای مرکزی، مناطق خشک‌تر آسیای جنوب شرقی و حوزه مدیترانه کشت می‌شود.

## ریشه نام
کلمه انار کلمه ای متعلق به زبان پارسی باستان بوده که از کلمه انارم یا انارام به معنای روشنی بی پایان گرفته شده هست و همچنین کلمه انیران به معنای روشنایی بی پایان است .[۳۸]
به دلیل رنگ سرخ و آتشین انار و تاج انار که به مانند شعله‌های آتش هست، این میوه به این اسم نامیده شده هست. [۳۹]

## گیاه‌شناسی

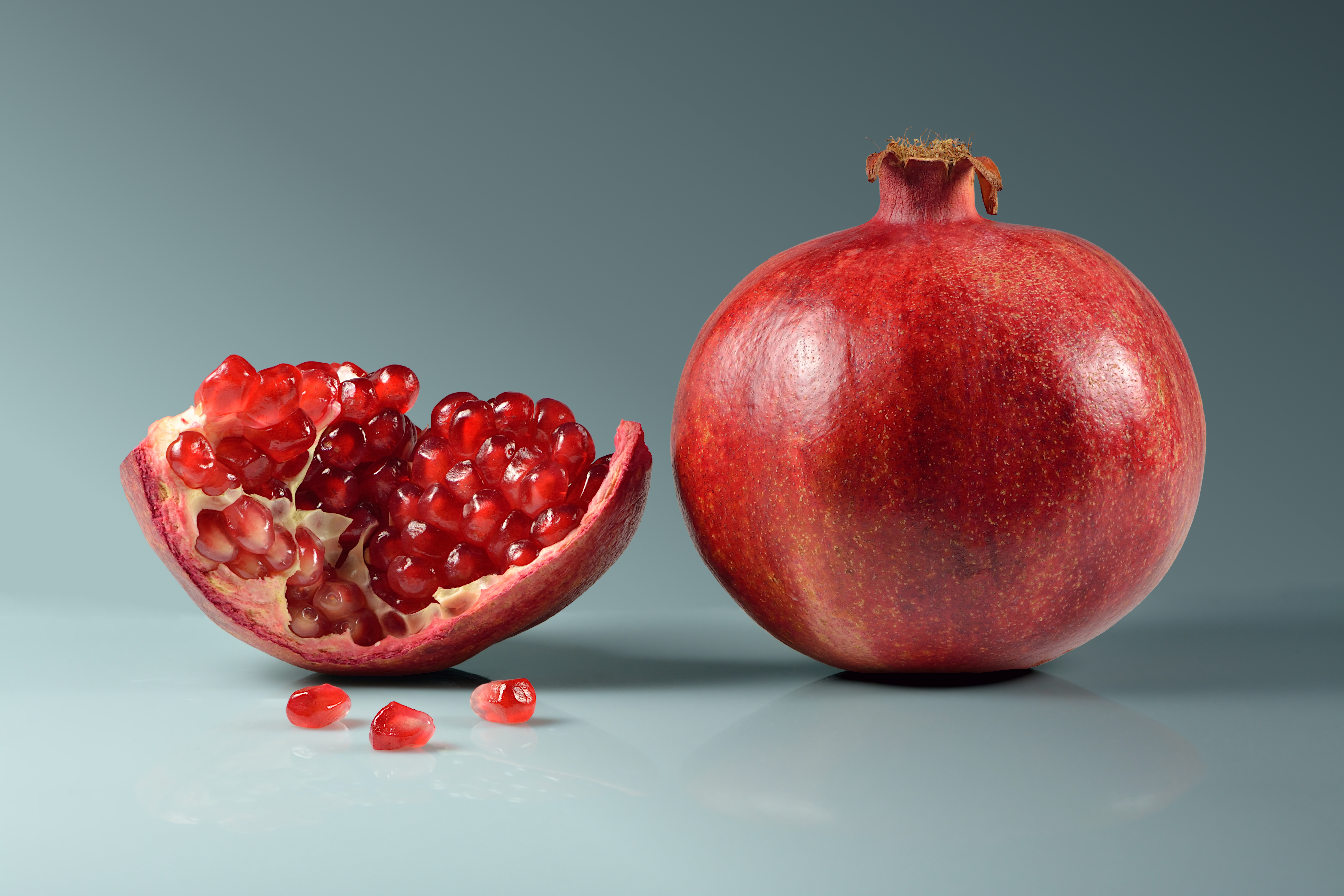
میوه انار به صورت کامل و تکه شده.

انار درختچه یا درخت کوچکی است که تا ارتفاع ۵ تا ۱۰ متر (۱۶ تا ۳۳ فوت) رشد می‌کند و دارای چندین شاخه خاردار است و عمر طولانی دارد. برخی از انواع بی‌ثمر آن تنها برای زیبایی گل‌های آن کاشته می‌شود.

### میوه، سارکوتستا و دانه‌ها
پوش‌برگ میوه انار به رنگ قرمز مایل به ارغوانی دارای دو قسمت است: یک پیرابر خارجی سخت و یک میان‌بر اسفنجی درونی (آلبیدو) که دیواره داخلی میوه را تشکیل می‌دهد که دانه‌ها در آن چسبیده‌اند. غشاهای میان‌بر به صورت اتاقک‌های نامتقارنی سازماندهی می‌شوند که حاوی دانه‌هایی در داخل دانه‌پوش‌های گوشتی (sarcotesta) هستند که بدون اتصال به میان‌بر قرار گرفته‌اند.
دانه‌پوش‌های گوشتی که حاوی آبمیوه است به صورت غشای نازکی که از سلول‌های اپیدرمی دانه‌ها به دست می‌آید تشکیل می‌شود. تعداد دانه‌های یک انار می‌تواند از ۲۰۰ تا حدود ۱۴۰۰ دانه متغیر باشد.
انار از نظر علم گیاه‌شناسی، نوعی میوه خوراکی یک سته با دانه و گوشت است که از تخمدان یک گل تولید می‌شود. در میوه‌های بالغ، آب به دست آمده از فشردن دانه‌ها، به دلیل pH پایین (۴٫۴) و محتوای بالای پلی فنل‌ها، طعم ترش می‌دهد و ممکن است باعث ایجاد لکه قرمز غیرقابل پاک شدن روی پارچه شود. عامل اصلی رنگ قرمز آب انار حضور آنتوسیانین‌ها و الاژیتانین‌ها است.

## کشت

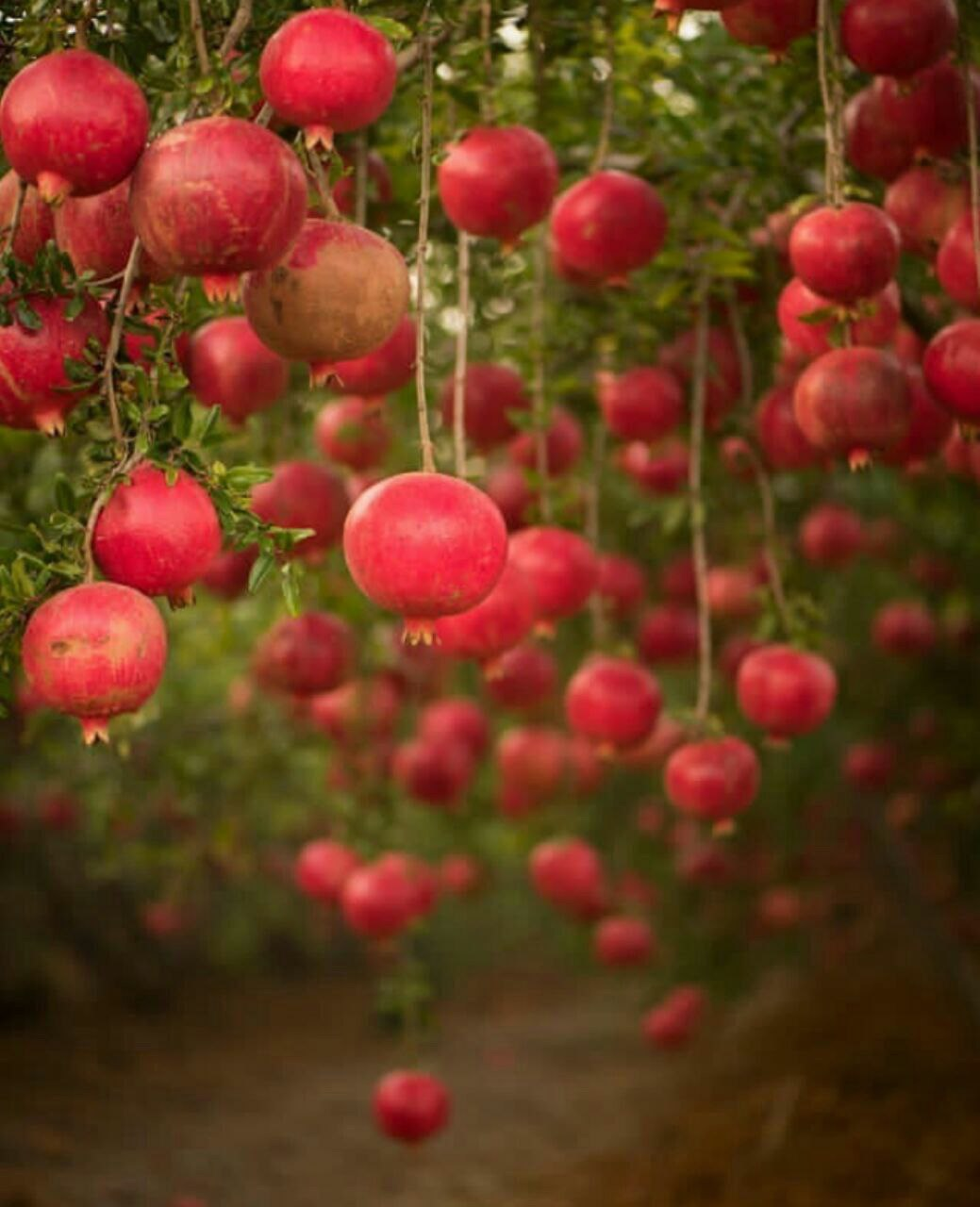
یک باغ انار در ایران

انار با نام علمی P. granatum برای میوه‌اش یا به عنوان درختچه‌های زینتی در پارک‌ها و باغ‌ها کاشته می‌شود. انار در برابر خشکسالی مقاوم است و می‌تواند در مناطق خشک با آب و هوای بارانی مدیترانه‌ای زمستانی یا در آب و هوای بارانی تابستانی رشد کند. در مناطق مرطوب‌تر، آنها می‌توانند مستعد پوسیدگی ریشه در اثر بیماری‌های قارچی باشند. درختان می‌توانند یخبندان متوسط را تا حدود منفی ۱۲ درجه سلسیوس تحمل کنند. انار به راحتی از دانه رشد می‌کند، اما معمولاً از قلمههای چوب سخت ۲۵ تا ۵۰ سانتی‌متری تکثیر می‌شود تا از تنوع ژنتیکی نهال‌ها جلوگیری شود. خوابانیدن هوایی نیز یک گزینه برای تکثیر انار است، اما پیوند با شکست مواجه می‌شود.

### انواع

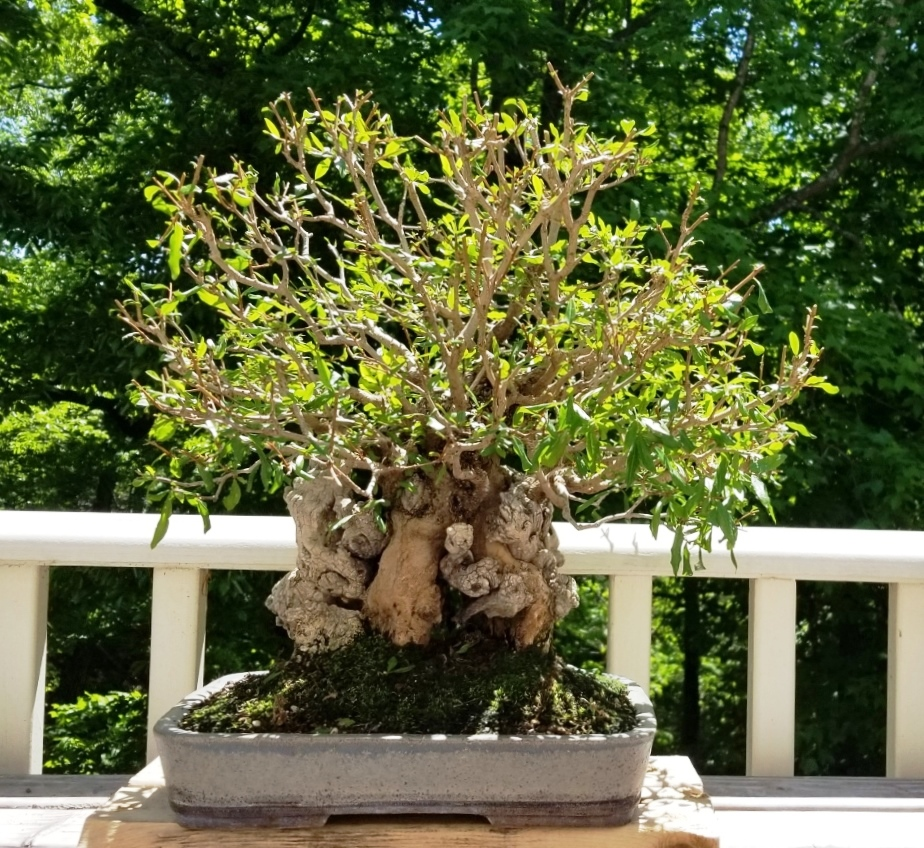
یک درخت انار که به عنوان بن‌سای پرورش داده شده است.

P. granatum var. nana یک گونه کوتاه از P. granatum است که به عنوان یک گیاه زینتی در باغ‌ها و ظروف بزرگتر کاشته می‌شود و به عنوان درخت نمونه بن‌سای استفاده می‌شود.

### ارقام
P. granatum دارای بیش از ۵۰۰ رقم نامگذاری شده است، اما به وضوح دارای مترادف قابل توجهی است که در آن ژنوتیپ یکسان در مناطق مختلف جهان به‌طور متفاوت نامگذاری شده است.

## تولید و صادرات
تولیدکنندگان پیشرو در سطح جهان هند و چین هستند و پس از آن ایران، ترکیه، افغانستان، آمریکا، عراق، پاکستان، سوریه و اسپانیا قرار دارند. در سال ۲۰۱۹، شیلی، پرو، مصر، اسرائیل، هند و ترکیه انار را به بازار اروپا عرضه کردند. شیلی تأمین کننده اصلی بازار ایالات متحده بود که عرضه محدودی از جنوب کالیفرنیا دارد. چین برای عرضه انار خود در سال ۲۰۱۹ خودکفا بود، در حالی که سایر بازارهای جنوب آسیا عمدتاً توسط هند تأمین می‌شد. تولید و صادرات انار در آفریقای جنوبی با محموله‌های آمریکای جنوبی در سال‌های ۲۰۱۲ تا ۲۰۱۸ رقابت کرد و مقاصد صادراتی آن شامل اروپا، خاورمیانه، بریتانیا و روسیه بود. آفریقای جنوبی عمدتاً از اسرائیل انار وارد می‌کند.
فراورده‌های جانبی
- خود میوه انار
- آب انار
- رب انار
- سرکه انار
- روغن هسته انار
- برگ انار
- پوست انار
- لواشک انار
- ترشک انار
- شربت انار
- مربای انار

## در فرهنگ
- «جاودانان» یا گارد جاویدان، سربازان برگزیده ایران باستان، نیزه‌هایی به شکل انار داشتند.
- از سال ۱۳۸۸، در اواخر مهر ماه هر سال، جشنواره انار در روستای مردانقم برگزار می‌شود.[۲۸][۲۹][۳۰] جاذبه اصلی این جشنواره اجرای موسیقی عاشقی توسط عاشق‌های معروف منطقه ارسباران است.
- همچنین در روستای تنگ طه شهرستان داراب در اواسط شهریور ماه، جشنواره انار برگزار می‌گردد.
- انار در دین یارسان مقدس شمرده شده و به عنوان «نیاز» همراه با نذری مقدس دعا داده شده و در مراسم آئینی خورده می‌شود. ضمن اینکه انار یکی از نمادهای این دین به‌شمار می‌رود.
- شبه‌جزیره میانکاله با وسعت بیش از ۱۲ هزار هکتار از درختچه‌های انار به عنوان بزرگ‌ترین باغ انار ارگانیک و خودروی جهان در جنوب شرق دریای خزر قرار دارد.[۳۱]
- انار در برگزاری جشن شب یلدا در ایران کاربرد گسترده‌ای دارد. ایرانیان در بیشتر مناطق از انار به عنوان خوراکی در این مراسم استفاده می‌کنند.
- انار بر روی تمبر و اسکناس چندین کشور نقش بسته است. انار بر روی تمبر افغانستانانار بر روی تمبر جمهوری آذربایجانانار بر روی تمبر تاجیکستانانار بر روی سوم ازبکستان

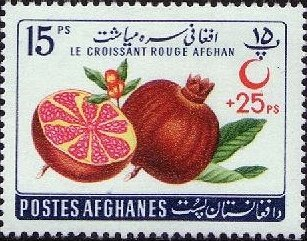
انار بر روی تمبر افغانستان

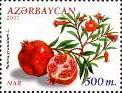
انار بر روی تمبر جمهوری آذربایجان

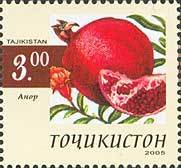
انار بر روی تمبر تاجیکستان

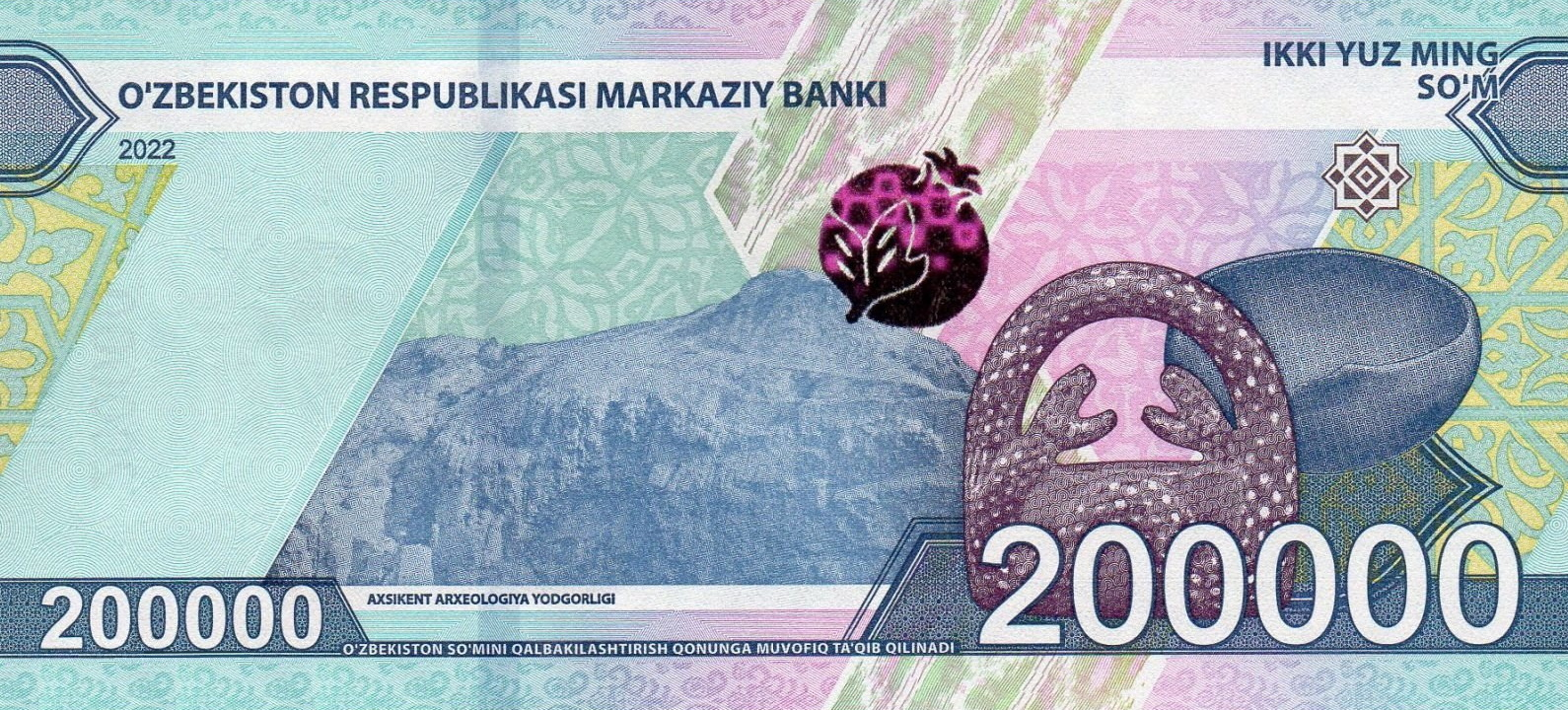
انار بر روی سوم ازبکستان

## خواص
قسمت خوراکی انار خام حاوی ۷۸٪ آب، ۱۹٪ کربوهیدرات، ۲٪ پروتئین و ۱٪ چربی است. یک وعده ۱۰۰ گرمی انار ۱۲٪ دانه‌های انار یک منبع غنی از فیبر غذایی است که به‌طور کامل در دانه‌های خوراکی موجود است.

### ادعاهای بهداشتی غیرقانونی
با وجود داده‌های تحقیقاتی محدود، تولیدکنندگان و بازاریابان آب انار به‌طور آزادانه از نتایج تحقیقات اولیه برای تبلیغ محصولات استفاده کرده‌اند. در فوریه ۲۰۱۰، سازمان غذا و داروی آمریکا به یکی از تولیدکنندگان آمریکایی با نام POM Wonderful، به دلیل استفاده از ادبیات منتشر شده برای ادعاهای غیرقانونی اثرات ضد بیماری اثبات نشده، نامه هشداری صادر کرد.

## نگارخانه

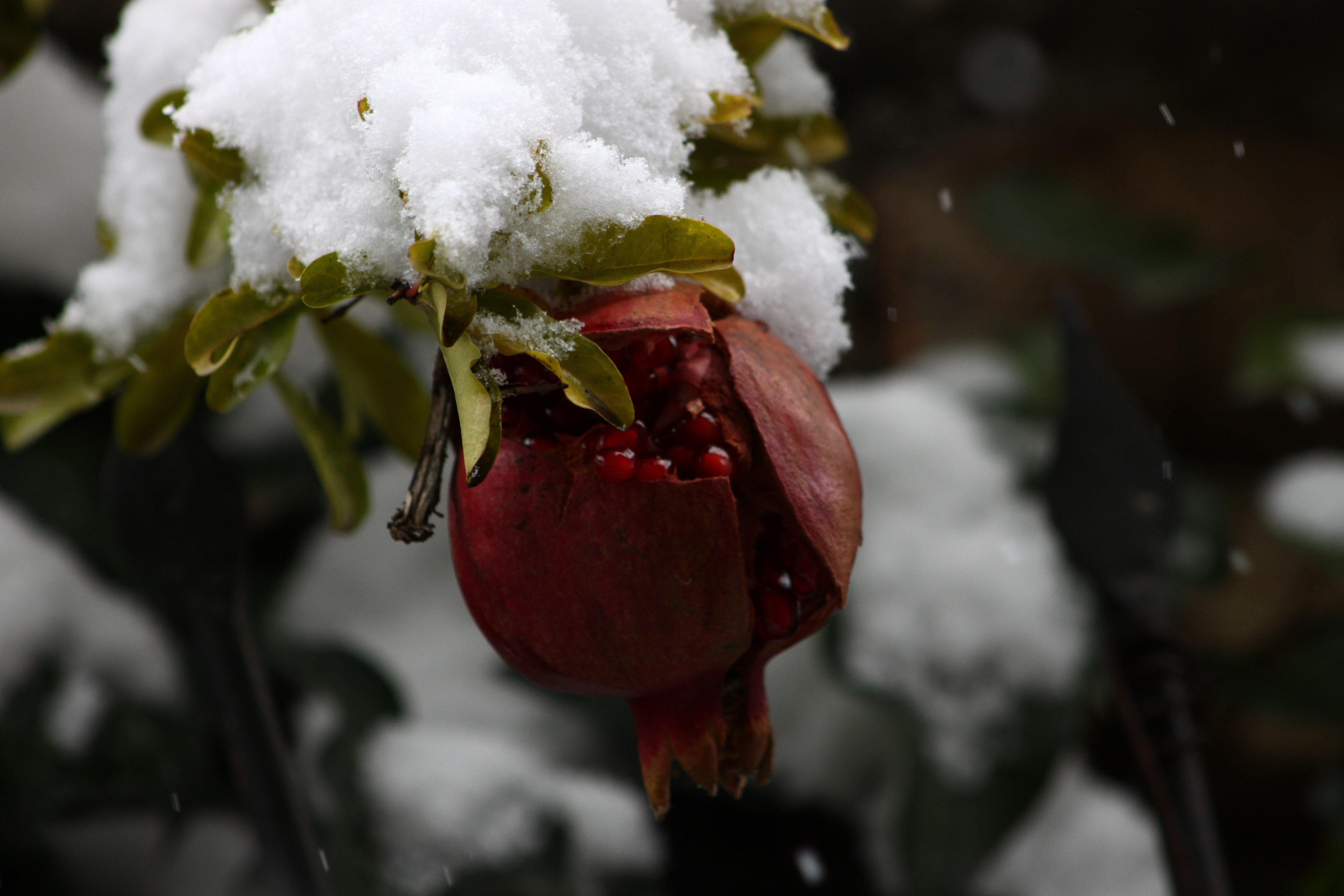
انار روی درخت - کرج
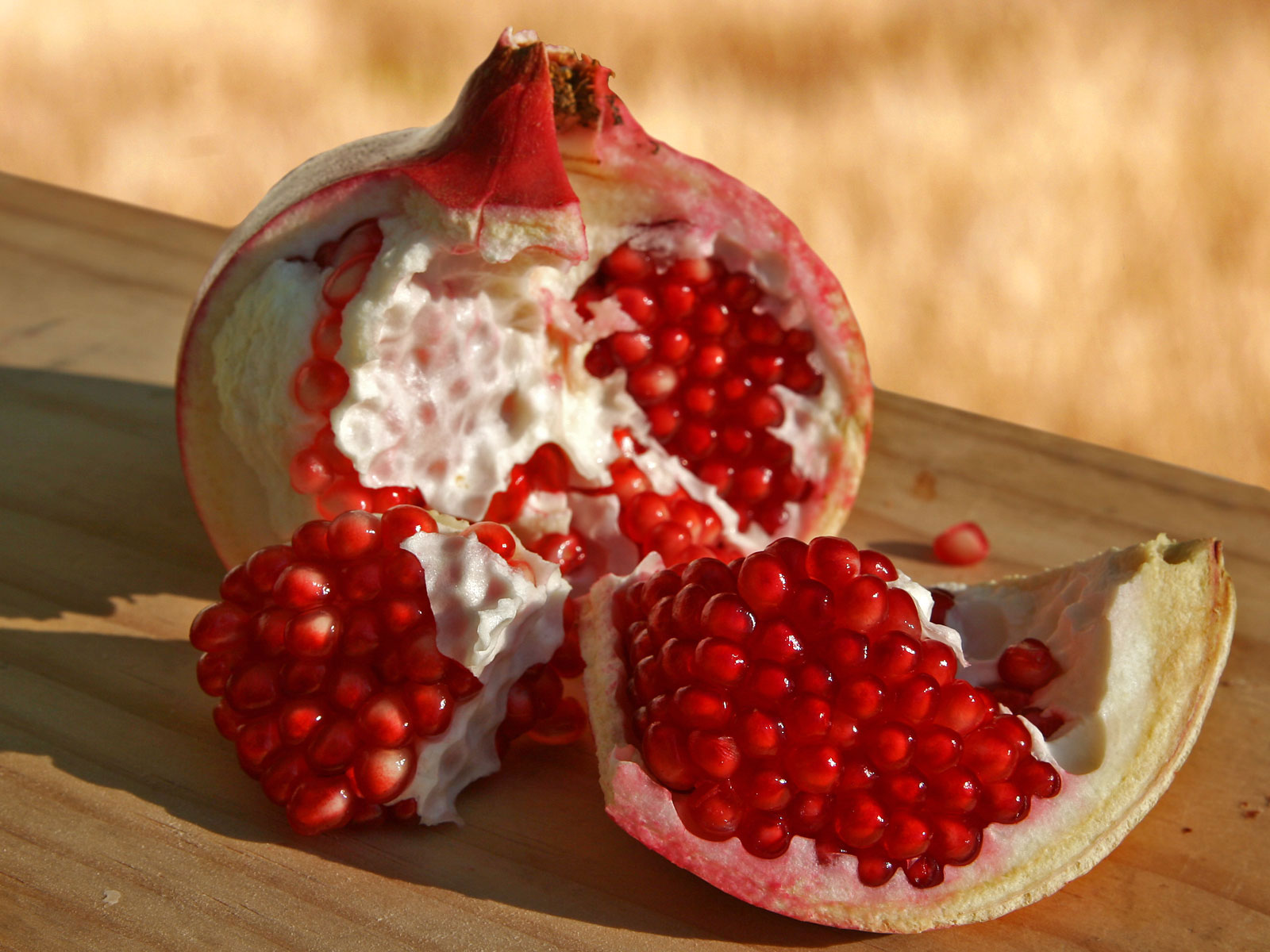
انار
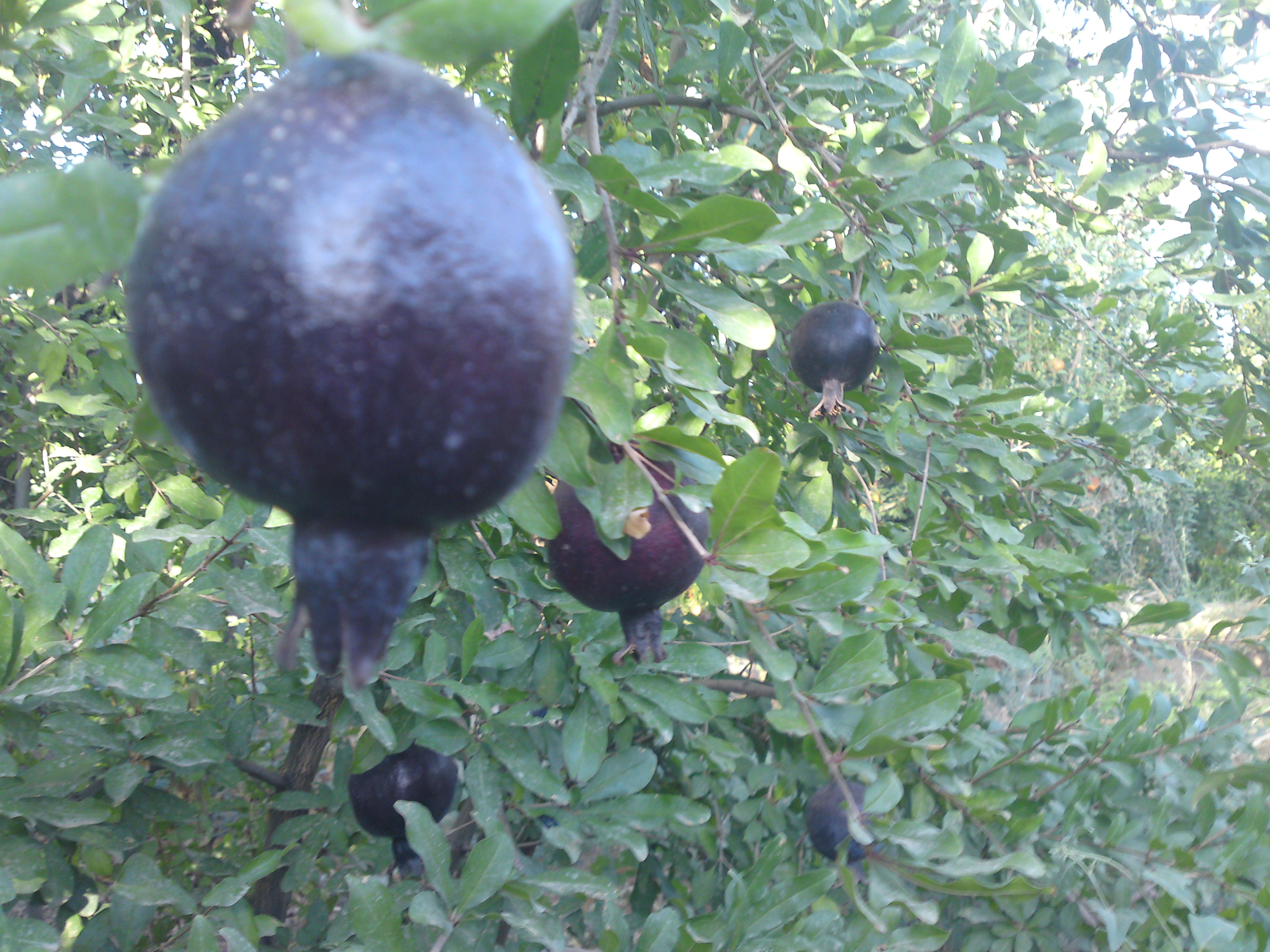
انار سیاه - ساوه
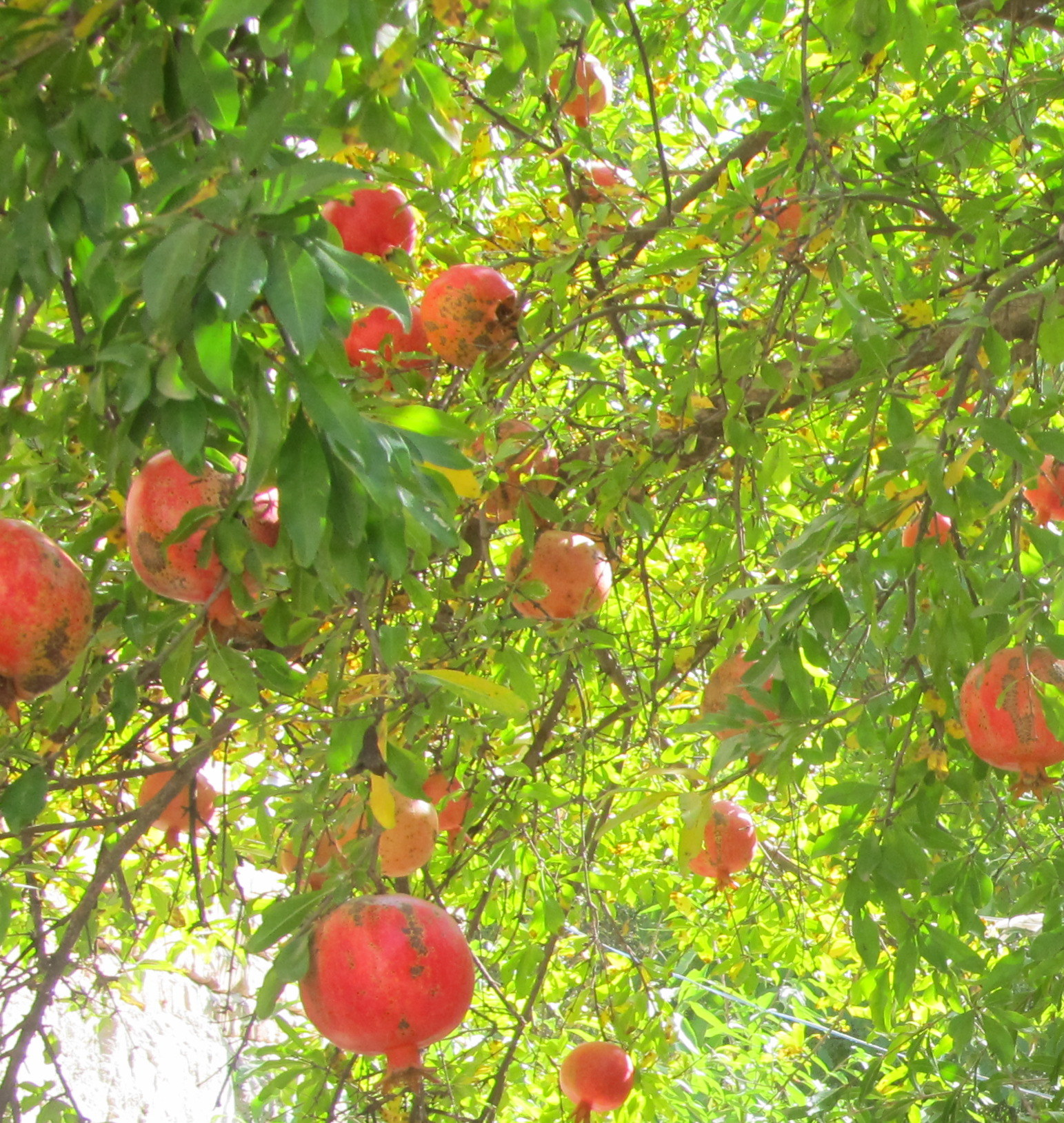
انار گول آبشا[۳۷] روستای مردانقم در ناحیه ارسباران.
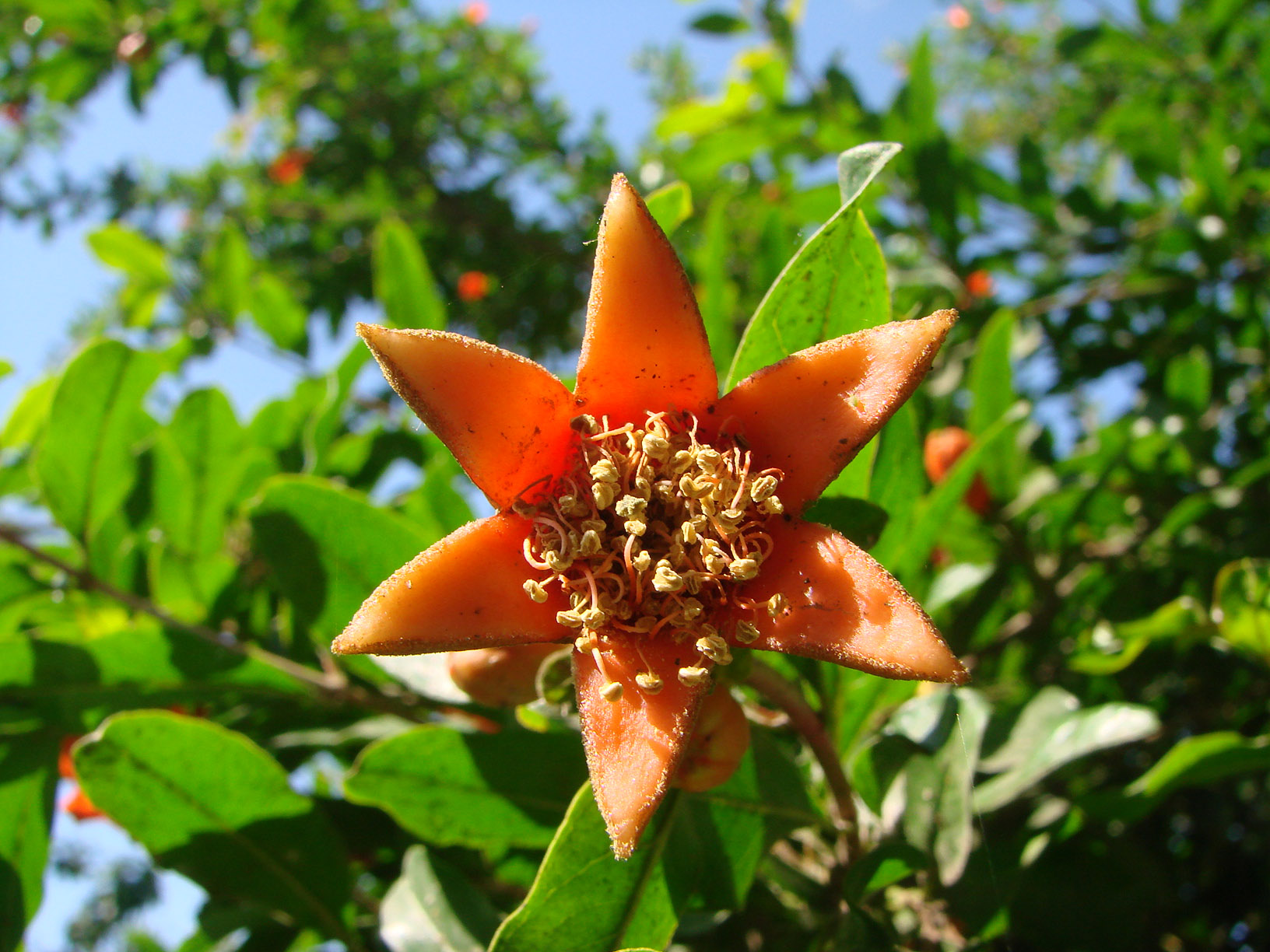
شکوفه انار
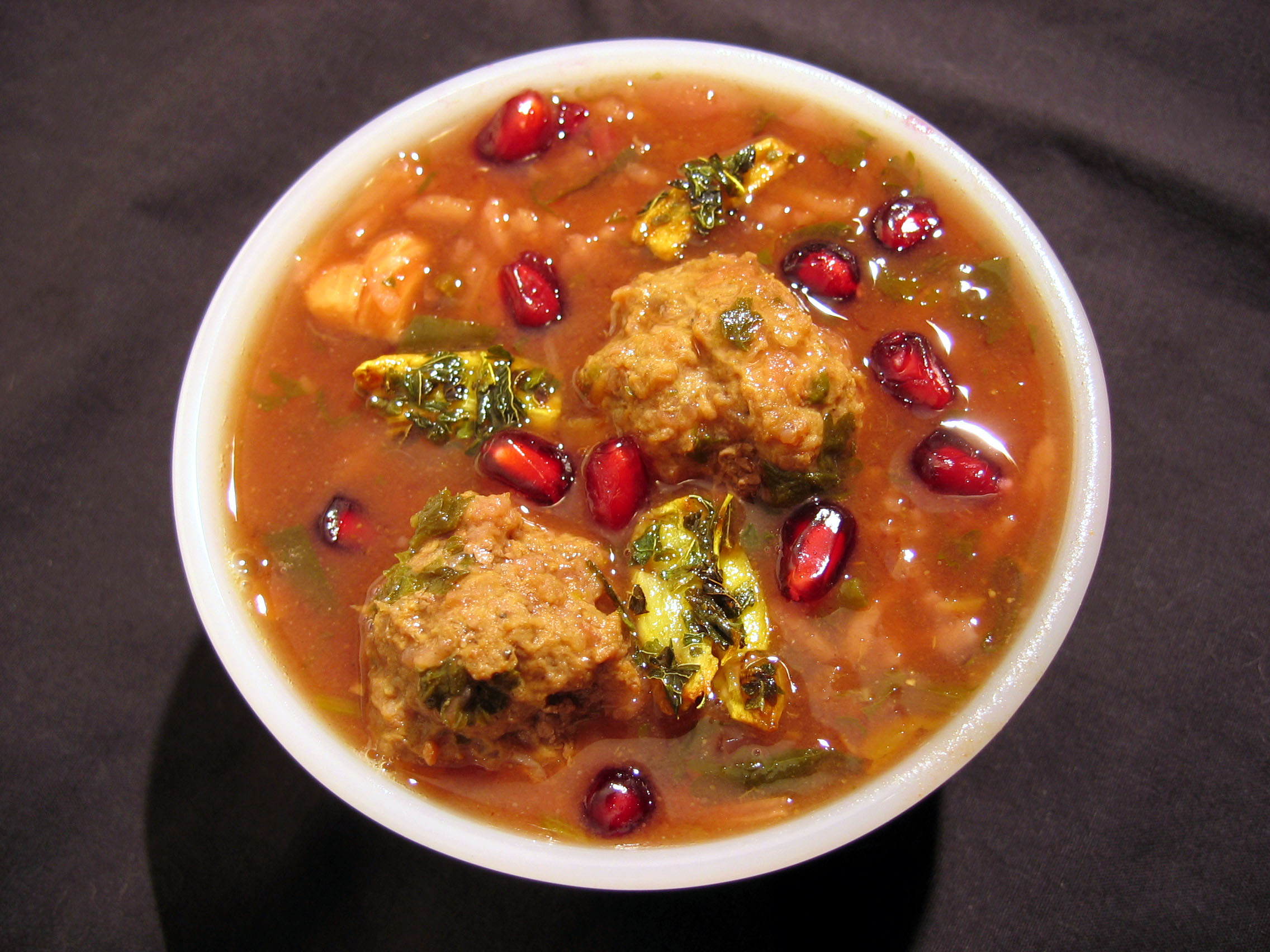
آش انار
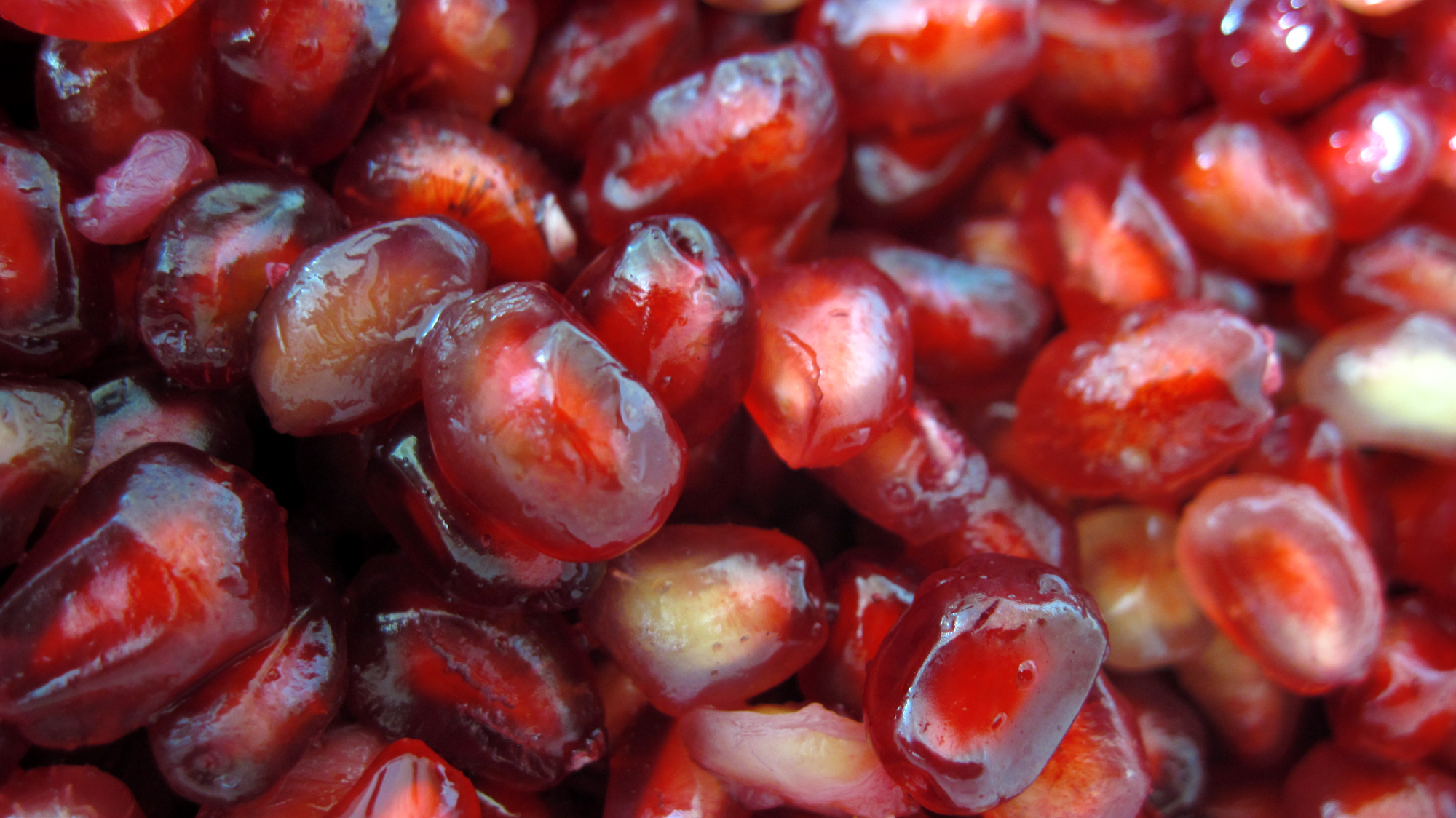
انارِ دان شده
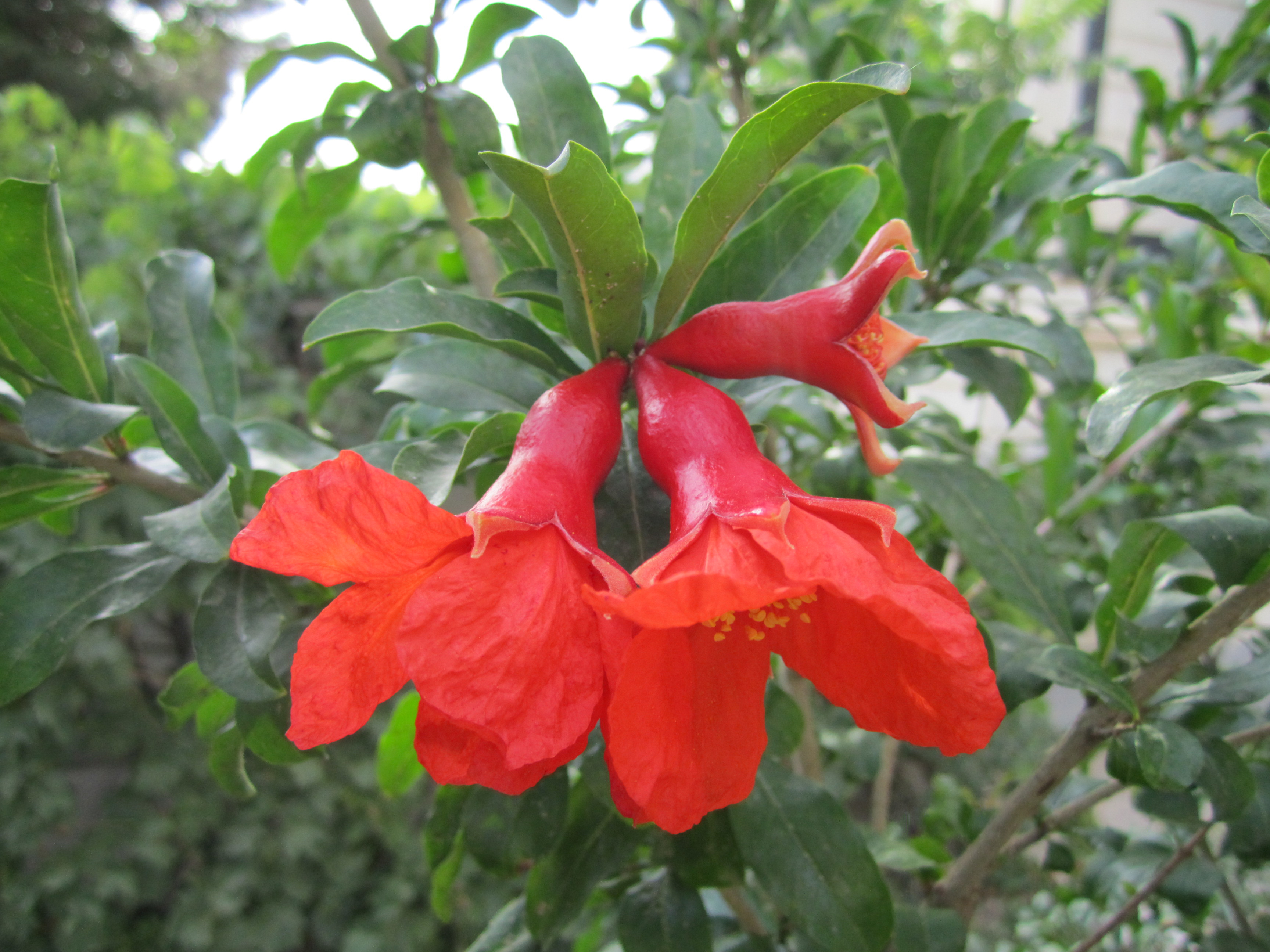
شکوفهٔ انار
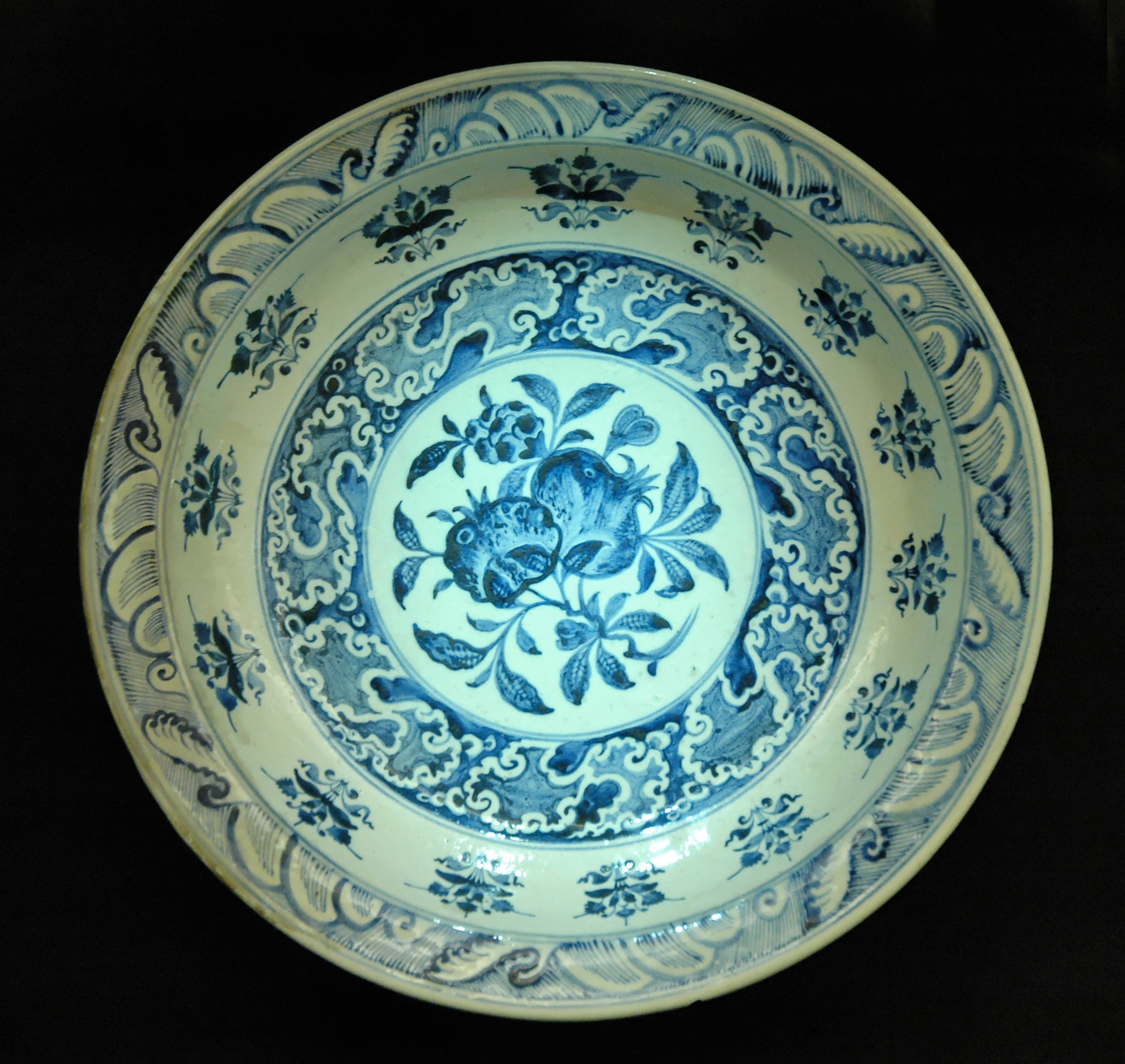
بشقاب ایرانی با نقش دو انار، هنر دوره صفوی - موزه لوور
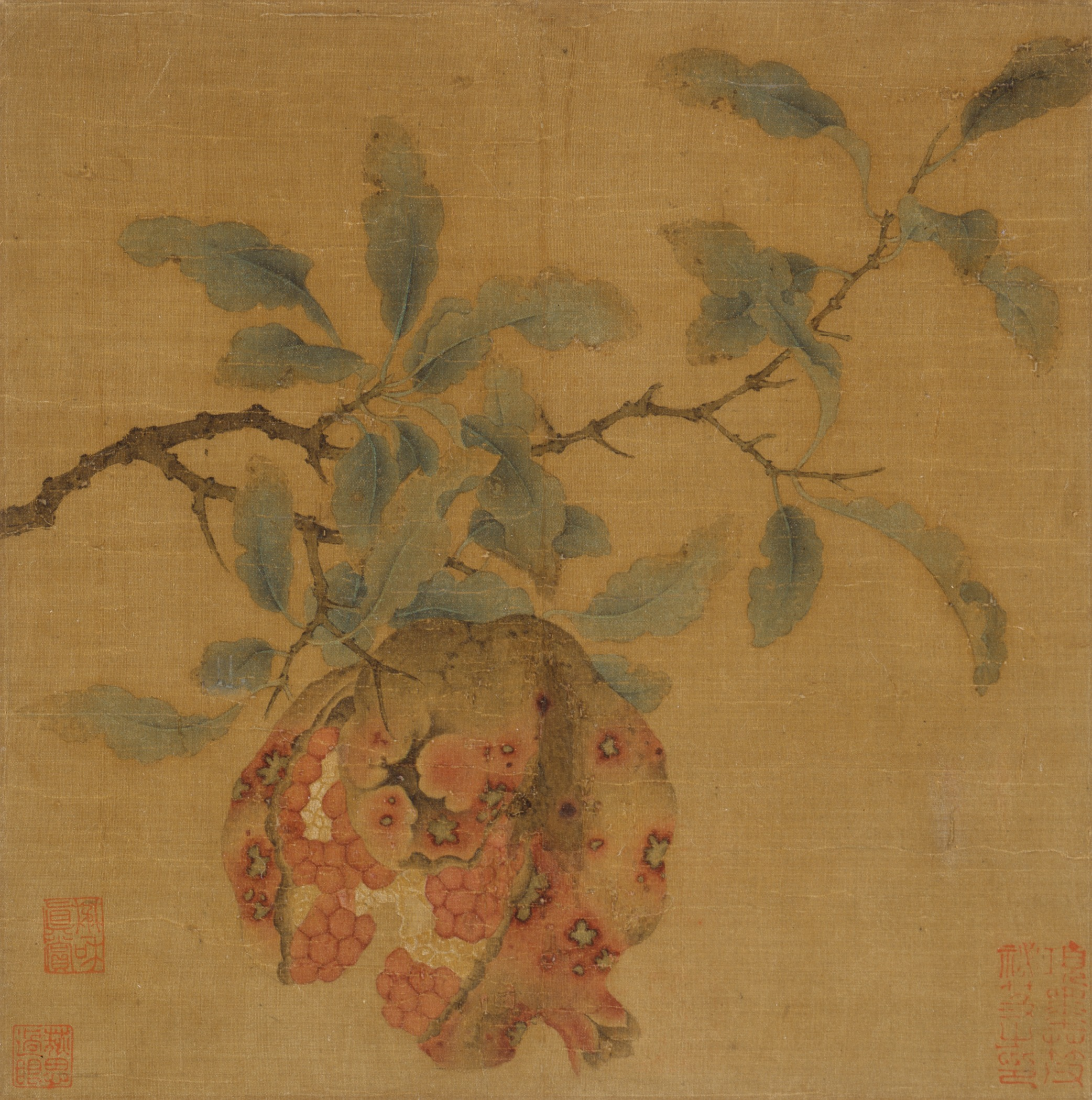
نقاشی چینی از انار
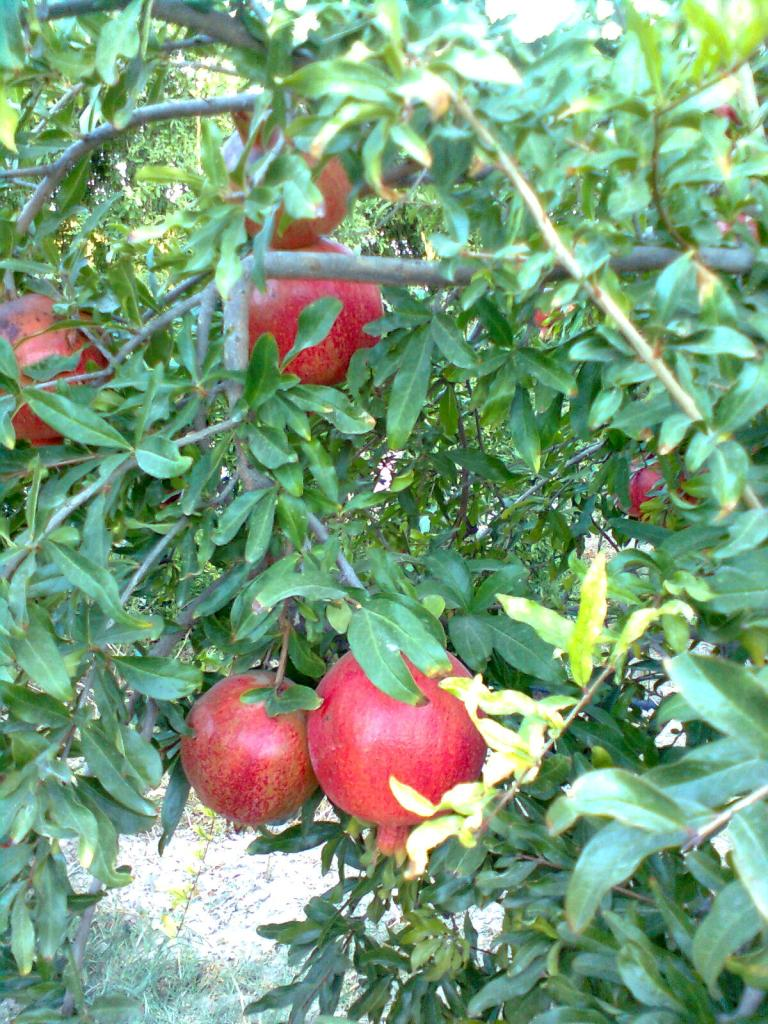
انار سرخ روستای تنگ طه
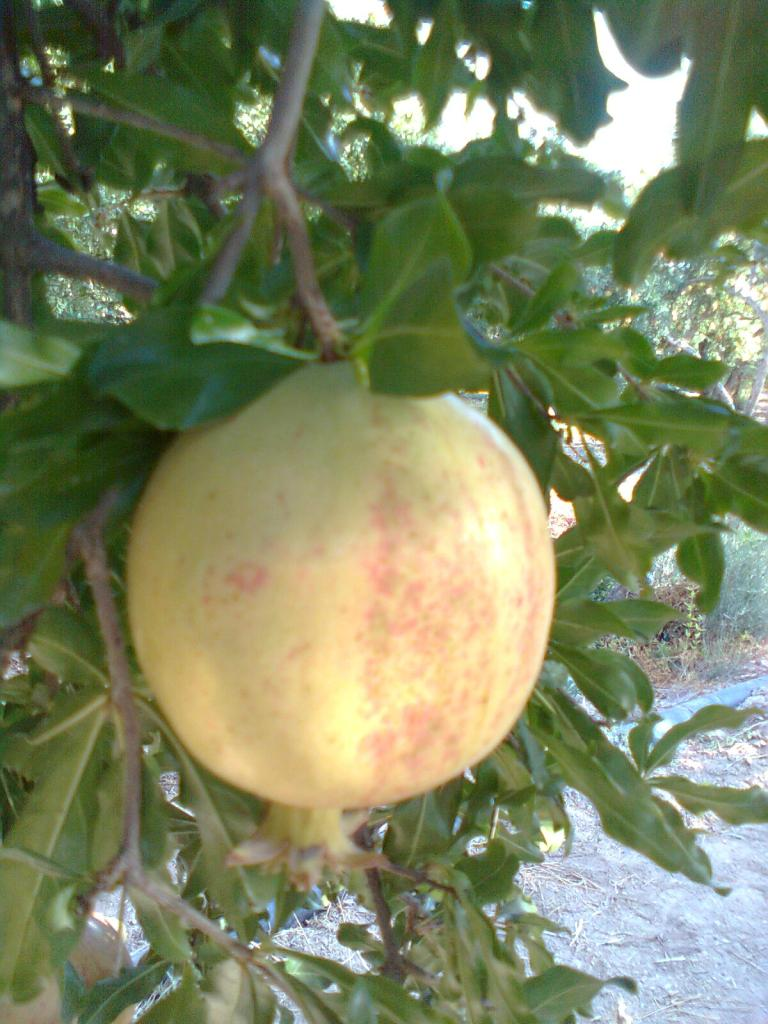
«انار شهوار» روستای تنگ طه